# Gymnocephalus acerina
Gymnocephalus acerina là một loài cá thuộc họ Percidae. Nó được tìm thấy ở Belarus, Hungary, Moldova, Ba Lan, Nga, Slovakia, và Ukraina.